# Stefan Drobot
Stefan Drobot (ur. 1913 r., zm. 1998 r.) – polski matematyk budownictwa. Absolwent Uniwersytetu Jagiellońskiego. Od 1954 r. profesor w Katedrze Matematyki Politechniki Wrocławskiej i dziekan
Wydziału Górniczego (1987-1993).